# Tailly (Côte-d’Or)
Tailly ist eine französische Gemeinde mit 409 Einwohnern (Stand: 1. Januar 2022) im Département Côte-d’Or in der Region Bourgogne-Franche-Comté (vor 2016 Bourgogne); sie gehört zum Arrondissement Beaune und zum Kanton Ladoix-Serrigny. 

## Geographie
Tailly liegt etwa 40 Kilometer südsüdwestlich von Dijon. Umgeben wird Tailly von den Nachbargemeinden Volnay im Nordwesten und Norden, Pommard im Norden, Merceuil im Osten und Süden sowie Meursault im Westen und Nordwesten.

## Einwohnerentwicklung
| Jahr                       | 1962 | 1968 | 1975 | 1982 | 1990 | 1999 | 2006 | 2011 | 2019 |
| Einwohner                  | 122  | 146  | 113  | 147  | 189  | 205  | 195  | 193  | 190  |
| Quellen: Cassini und INSEE |      |      |      |      |      |      |      |      |      |

## Sehenswürdigkeiten

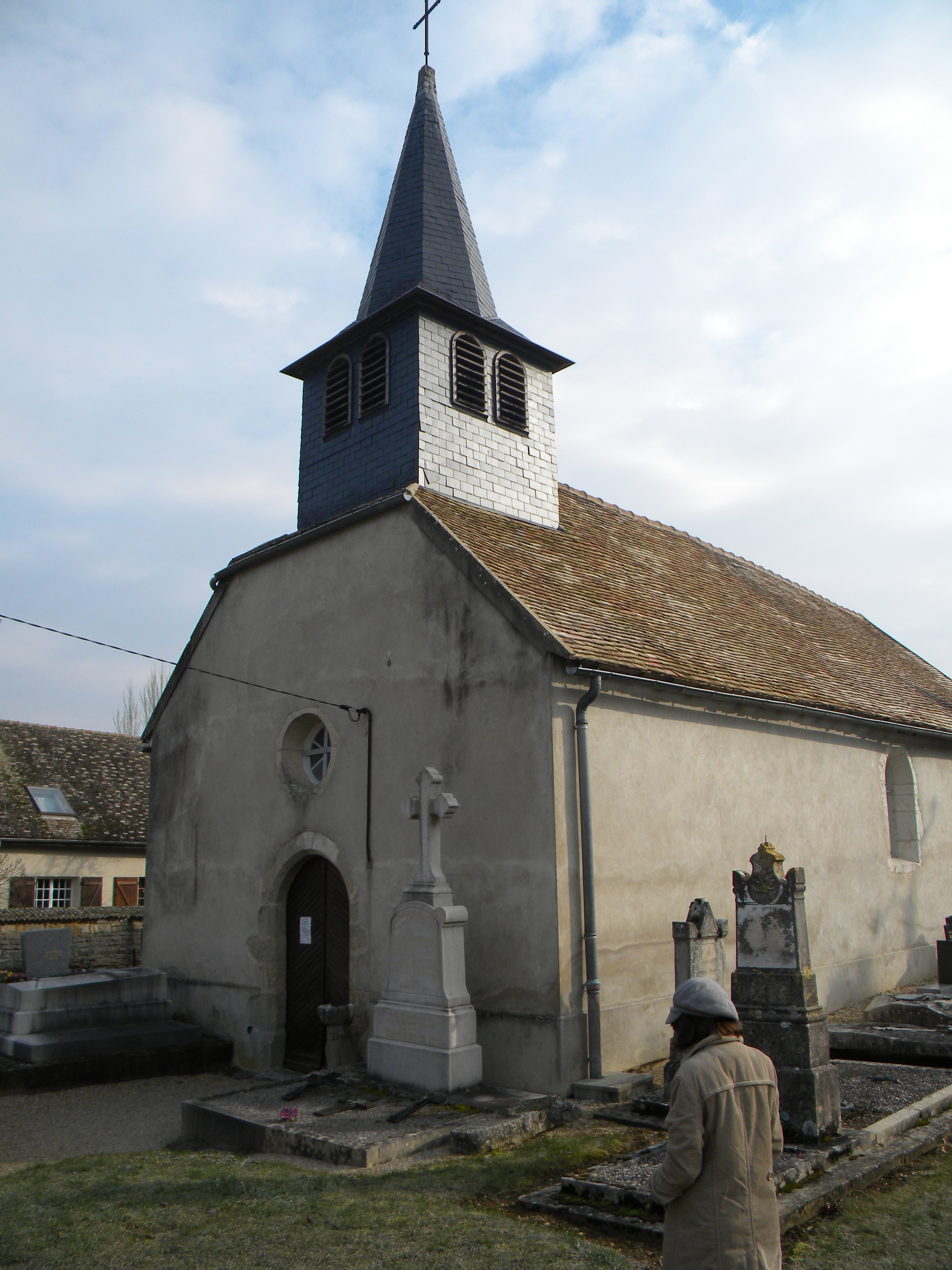
Kirche Saint-Fiacre
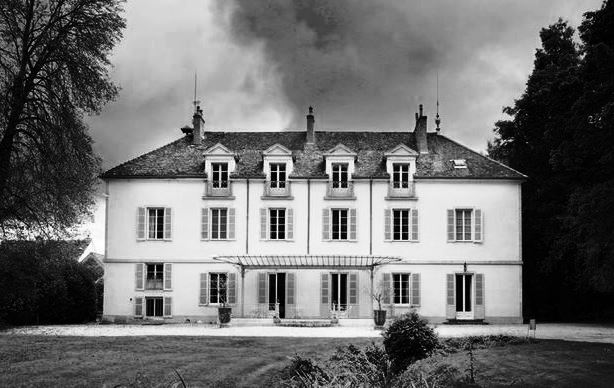
Schloss Tailly

- Kirche Saint-Fiacre
- Schloss